# 能勢優菜
能勢 優菜（のせ ゆうな、1998年10月5日 - ）は、日本の女優、タレント。大阪府大阪市出身。

## 出演

### 舞台
- 本若第十弍回本公演「龍栖に咲く〜霧ヶ城恋歌〜」（2017年6月）[1]
- 演劇×美容界コラボ企画 「 Five up Stage 〜誰かの夢の物語〜」（2017年9月）[2] -主役 少女
- アクション殺陣教室『たてびと』10周年記念公演「～バトルアクション斬激ZERO～」（2018年2月）
- 真紅組プロデュース公演「幾望 (きぼう)」（2018年5月） - ツル
- SHASEN × ステージタイガー「スロウステップスマイル 〜笑わない少年と家出少女〜」（2019年2月）[3] - 加賀あずさ

【松竹新喜劇 公演】
【京都 南座】初笑い！松竹新喜劇　新春お年玉公演
2024年01月02日（火）〜01月08日（月）【Aプロ】『小判掘り出し譚』 & 新春ご挨拶
【Bプロ】『蕾（つぼみ）』& 新春ご挨拶
2024年1月2日 松竹新喜劇 新春お年玉公演 京都南座にて松竹新喜劇 劇団員となる。
【松竹座】
2024年 5月10日〜5月19日
松竹新喜劇
喜劇120周年 公演 出演
ゲスト 川中美幸

11月松竹新喜劇公演
会場	大阪松竹座
日程	2024年11月16日（土）〜24日（日） https://www.shochiku.co.jp/popup/?pageid=202411shochikuza
【舞台】
錦秋喜劇特別公演  『太夫さん』
南座  座長 藤山直美
2024年10月3日（木）～27日（日）
共演 　
藤山直美
三林京子
駿河太郎
田村亮
【映画出演】
・日本独立　
主演　
浅野忠信　宮沢りえ
踊り子役
・ねばきば新世界
主演　赤井英和
　　宗教信者役
【テレビ 出演】
NHK 朝の連続テレビ小説
・カムカムエヴリバディ
主演　
川栄李奈
　　商店街の人役
NHK 2022年　
後期　朝ドラ
・舞い上がれ　
主演　福原遥
　大学生役
【オムニバスドラマ】
懐中レーシング　
（プチっていうた編）
　　　　　主演
【CM 出演】
ユニバーサルスタジオジャパン

### ラジオ
- 「ゆうなとまこのto the future!」（エフエムひめ772、毎週水曜）現在終了[4]